# Tagula-mézevő
A Tagula-mézevő (Meliphaga vicina) a madarak osztályának verébalakúak (Passeriformes) rendjébe és a mézevőfélék (Meliphagidae) családjába tartozó faj.

## Rendszerezése
A fajt Lionel Walter Rothschild és Ernst Johann Otto Hartert  írták le 1912-ben, a Ptilotis nembe Ptilotis analoga vicina néven. Egyes szervezetek szerint az Oreornis nembe tartozik Oreornis vicinus néven.

## Előfordulása
Pápua Új-Guineához tartozó Tagula-sziget és Junet-sziget területén honos. Természetes élőhelyei a síkvidéki és hegyi esőerdők, valamint másodlagos erdők és vidéki kertek. Állandó, nem vonuló faj.

## Megjelenése
Testhossza 17 centiméter.

## Életmódja
Rovarokkal, nektárral és gyümölcsökkel táplálkozik.

## Természetvédelmi helyzete
Az elterjedési területe kicsi, egyedszáma 33000-57000 példány közötti és stabil. A Természetvédelmi Világszövetség Vörös listáján nem fenyegetett fajként szerepel.

## Külső hivatkozások
- Képek az interneten a fajról
- Internet Bird Collection
- Xeno-canto.org - a faj hangja és elterjedési területe